# Alex Mooney
Alex X. Mooney (ur. 7 czerwca 1971) – amerykański polityk, członek Partii Republikańskiej i kongresman ze stanu Wirginia Zachodnia (od roku 2015).